# ジョナサン・レビン
ジョナサン・レビン (Jonathan Levin、1972年11月17日- )は、アメリカ合衆国のスタンフォード大学で活動する経済学者。
2016年9月1日にスタンフォード大学経営大学院の学部長をガース・サロナーから引き継いだ 。また彼は、スタンフォード大学経済学部で価格理論の教授 （正式な肩書はHolbrook Working Professor of Price Theory）を務めており、同学部長にも就任している。2011年にジョン・ベイツ・クラーク賞を受賞した。
彼はイェール大学の元学長リチャード・レビンの息子である。

## 学歴
レビンは1994年にスタンフォード大学で文学士号と理学士号を取得すると、1996年にオックスフォード大学ナフィールド・カレッジで経済学の研究修士を、1999年にはマサチューセッツ工科大学で経済学の博士号を取得した。イェール大学コウルズ財団の博士研究員であり、2000年にスタンフォード大学で教鞭を執るようになった。彼の研究は産業組織論分野である。